# Michaela Uhrová
Michaela Uhrová, née le 10 avril 1982 à Brandys nad Labem, est une joueuse tchèque de basket-ball, évoluant au poste d'arrière.

## Club
- 2001-2002 : BK Loko
- 2002-2004 : Gambrinus Sika Brno
- 2004-2005 : BK Loko
- 2005-2006 : MBK Ružomberok
- 2008-2010 : CUS Chieti
- 2010-2012 : Aldast Strakonice
- 2012- : MB Tabor

## Palmarès

### Sélection nationale
- Jeux olympiques d'été
  - 5e aux Jeux olympiques de 2004 à Athènes
- Championnat du monde de basket-ball féminin
  - 6e au Championnat du monde 2006 au Brésil
  - Championne du monde des moins de 21 ans en 2003
- championnat d'Europe
  -  Médaille d'or du championnat d'Europe 2005 en Turquie
- Championnat du monde de basket 3x3
  -  3e du concours de tirs à trois points en 2017 en France[2]